# Souvenirs d'un Mexicain
Pour plus de détails, voir Fiche technique et Distribution.
Souvenirs d'un Mexicain (Memorias de un mexicano) est un film mexicain réalisé par Carmen Toscano (es) et Salvador Toscano, sorti en 1950.

## Synopsis
Un documentaire basé sur les images d'archive du pionnier du cinéma mexicain Salvador Toscano, brossant une histoire du Mexique et notamment de la révolution mexicaine de 1910.

## Fiche technique
- Titre : Souvenirs d'un Mexicain
- Titre original : Memorias de un mexicano
- Réalisation : Carmen Toscano (es) et Salvador Toscano
- Scénario : Carmen Toscano
- Musique : Jorge Pérez
- Photographie : Salvador Toscano
- Montage : Teódulo Bustos et Javier Sierra
- Production : Carmen Toscano
- Société de production : Archivo Salvador Toscano
- Société de distribution : Archivo Salvador Toscano, Clasa-Mohme (États-Unis)
- Pays :  Mexique
- Genre : Documentaire
- Durée : 100 minutes
- Dates de sortie : 
  - Mexique : 24 août 1950
  - France : 1950

## Distribution
- Manuel Bernal : le narrateur

## Production
Le pionnier mexicain Salvador Toscano avait filmé avec un appareil à manivelle (du même type que ceux utilisés par les Frères Lumière) certains évènements et révolutions du Mexique, entre 1897 et 1917. 50 000 m de pellicule ont été retrouvés 40 ans plus tard, et ont fait l'objet d'un montage par sa fille.

## Distinctions
Le film a été présenté en sélection officielle en compétition au Festival de Cannes 1954.